# العلاقات الأوكرانية الإندونيسية
العلاقات الأوكرانية الإندونيسية هي العلاقات الثنائية التي تجمع بين أوكرانيا وإندونيسيا.

## مقارنة بين البلدين
هذه مقارنة عامة ومرجعية للدولتين:
| وجه المقارنة                                              | أوكرانيا                                   | إندونيسيا         |
| --------------------------------------------------------- | ------------------------------------------ | ----------------- |
| المساحة (كم2)                                             | 603.63 ألف                                 | 1.90 مليون        |
| عدد السكان (نسمة)                                         | 45.55 مليون                                | 263.99 مليون      |
| الكثافة السكانية (ن./كم²)                                 | 75.46                                      | 138.94            |
| العاصمة                                                   | كييف                                       | جاكرتا            |
| اللغة الرسمية                                             | اللغة الأوكرانية                           | اللغة الإندونيسية |
| العملة                                                    | هريفنا أوكرانية، كاربوفانيتس، روبل سوفييتي | روبية إندونيسية   |
| الناتج المحلي الإجمالي (بليون دولار)                      | 112.15 مليار                               | 1.02 تريليون      |
| الناتج المحلي الإجمالي (تعادل القوة الشرائية) بليون دولار | 352.98 مليار                               | 2.85 تريليون      |
| الناتج المحلي الإجمالي الاسمي للفرد دولار أمريكي          | 2.11 ألف                                   | 3.35 ألف          |
| الناتج المحلي الإجمالي للفرد دولار أمريكي                 | 8.66 ألف                                   | 10.52 ألف         |
| مؤشر التنمية البشرية                                      | 0.747                                      | 0.684             |
| رمز المكالمات الدولي                                      | +380                                       | +62               |
| رمز الإنترنت                                              | .ua، .укр ‏                                 | .id               |
| المنطقة الزمنية                                           | ت ع م+02:00، ت ع م+03:00، توقيت شرق أوروبا |                   |

## منظمات دولية مشتركة
يشترك البلدان في عضوية مجموعة من المنظمات الدولية، منها:
| علم المنظمة | اسم المنظمة                               | تاريخ انضمام أوكرانيا | تاريخ انضمام إندونيسيا |
| ----------- | ----------------------------------------- | --------------------- | ---------------------- |
|             | مؤسسة التنمية الدولية                     | 27 مايو 2004          | 20 أغسطس 1968          |
|             | يونسكو                                    | 12 مايو 1954          | 27 مايو 1950           |
|             | وكالة ضمان الاستثمار متعدد الأطراف        | 19 يوليو 1994         | 12 أبريل 1988          |
|             | الأمم المتحدة                             | 24 أكتوبر 1945        | 28 سبتمبر 1950         |
|             | الفريق المعني برصد الأرض                  | ?                     | ?                      |
|             | الاتحاد البريدي العالمي                   | ?                     | ?                      |
|             | البنك الدولي للإنشاء والتعمير             | 3 سبتمبر 1992         | 13 أبريل 1967          |
|             | المنظمة الهيدروغرافية الدولية             | ?                     | ?                      |
|             | الاتحاد الدولي للاتصالات                  | 7 مايو 1947           | 1949                   |
|             | منظمة حظر الأسلحة الكيميائية              | ?                     | ?                      |
|             | مؤسسة التمويل الدولية                     | 18 أكتوبر 1993        | 23 أبريل 1968          |
|             | المركز الدولي لتسوية المنازعات الاستشارية | 7 يوليو 2000          | 28 أكتوبر 1968         |
|             | منظمة التجارة العالمية                    | 16 مايو 2008          | ?                      |
|             | منظمة الشرطة الجنائية الدولية             | ?                     | 5 أكتوبر 1954          |

## روابط خارجية
- موقع وزارة الخارجية الأوكرانية
- موقع وزارة الخارجية الإندونيسية